# San Agustín, Salto de Agua
San Agustín är en ort i Mexiko.   Den ligger i kommunen Salto de Agua och delstaten Chiapas, i den sydöstra delen av landet, 800 km öster om huvudstaden Mexico City. San Agustín ligger 697 meter över havet och antalet invånare är 296.
Terrängen runt San Agustín är varierad. San Agustín ligger uppe på en höjd. Runt San Agustín är det ganska glesbefolkat, med 38 invånare per kvadratkilometer. Närmaste större samhälle är Palenque, 16,8 km nordost om San Agustín. Trakten runt San Agustín består till största delen av jordbruksmark.